# Nati nel 1986/Novembre
| Questa pagina contiene informazioni ricavate automaticamente dalle voci biografiche con l'ausilio del template Bio e di un bot. L'aggiornamento è periodico e automatico e ricostruisce completamente la pagina. Se manca una persona in questa lista, sei pregato di non aggiungerla, ma accertati piuttosto che la sua voce biografica contenga il template Bio e che i dati anagrafici siano correttamente compilati. Se il template Bio manca, inseriscilo tu stesso o, in alternativa, metti l'avviso {{tmp\|Bio}} che ne segnala la mancanza. Se i dati riportati sono sbagliati, correggi direttamente la voce biografica; le modifiche saranno visibili in questa lista entro pochi giorni. Per chiarimenti vedi il progetto biografie. La lista contiene solo le 444 persone che sono citate nell'enciclopedia e per le quali è stato implementato correttamente il template Bio. Pagina aggiornata al 18 ago 2025. |

- 1º novembre - Penn Badgley, attore e musicista statunitense
- 1º novembre - Ksenija Balta, lunghista, multiplista e velocista estone
- 1º novembre - Ileana D'Cruz, attrice indiana
- 1º novembre - Niels Fleuren, ex calciatore olandese
- 1º novembre - Jarred Gillett, arbitro di calcio australiano
- 1º novembre - Nastas'sja Jakimava, tennista bielorussa
- 1º novembre - Morgan Krantz, attore, regista e modello statunitense
- 1º novembre - Arianna Marchesi, ex calciatrice italiana
- 1º novembre - Phan Thanh Bình, calciatore vietnamita
- 1º novembre - Flavia Zoccari, nuotatrice italiana
- 2 novembre - Pablo Armero, ex calciatore colombiano
- 2 novembre - Héctor Barberá, pilota motociclistico spagnolo
- 2 novembre - Kartiki Gonsalves, regista indiana
- 2 novembre - Ryan Hurd, cantautore statunitense
- 2 novembre - Qin Sheng, calciatore cinese
- 2 novembre - Andy Rautins, ex cestista e dirigente sportivo canadese
- 2 novembre - Emanuele Ruzza, doppiatore italiano
- 2 novembre - Marvin Sánchez, calciatore honduregno
- 2 novembre - Sidnei Sciola, ex calciatore brasiliano
- 2 novembre - Yurizan Beltran, attrice pornografica statunitense († 2017)
- 3 novembre - Ólafur Arnalds, musicista e compositore islandese
- 3 novembre - Stefano Botta, calciatore italiano
- 3 novembre - Maxime Bouet, ex ciclista su strada francese
- 3 novembre - Paul Derbyshire, ex rugbista a 15 italiano
- 3 novembre - Cristián Omar Díaz, ex calciatore argentino
- 3 novembre - Ivan Elliott, ex cestista statunitense
- 3 novembre - Jon Erice, allenatore di calcio e ex calciatore spagnolo
- 3 novembre - Carolin Fernsebner, ex sciatrice alpina tedesca
- 3 novembre - Heo Young-saeng, cantante e attore sudcoreano
- 3 novembre - Davon Jefferson, cestista statunitense
- 3 novembre - Mihai Lazar, rugbista a 15 rumeno
- 3 novembre - Angela McGinnis, ex pallavolista e allenatrice di pallavolo statunitense
- 3 novembre - Babajide Ogunbiyi, ex calciatore statunitense
- 3 novembre - Giōrgos Panagī, ex calciatore cipriota
- 3 novembre - Robson Alves da Silva, ex calciatore brasiliano
- 3 novembre - Antonia Thomas, attrice britannica
- 3 novembre - Sapati Umutaua, calciatore samoano
- 3 novembre - Piet Velthuizen, ex calciatore olandese
- 3 novembre - Tom Wood, rugbista a 15 britannico
- 4 novembre - Michail Afanas'eŭ, allenatore di calcio e ex calciatore bielorusso
- 4 novembre - Alsény Camara, ex calciatore guineano
- 4 novembre - Kristin Cast, scrittrice statunitense
- 4 novembre - Brian Gartland, ex calciatore irlandese
- 4 novembre - Valentina Giallongo, pallamanista italiana
- 4 novembre - Maggie Goodlander, politica statunitense
- 4 novembre - Brendan Green, ex biatleta canadese
- 4 novembre - Jesús Herrero, giocatore di calcio a 5 spagnolo
- 4 novembre - Alexz Johnson, cantautrice e attrice canadese
- 4 novembre - Brandon LaFell, giocatore di football americano statunitense
- 4 novembre - Szymon Pawłowski, calciatore polacco
- 4 novembre - Aleksej Puškarëv, bobbista russo
- 4 novembre - Natalie Pérez, attrice e cantante argentina
- 4 novembre - Debabrata Roy, calciatore indiano
- 4 novembre - Saër Sène, ex calciatore francese
- 4 novembre - Kirsty Yallop, ex calciatrice neozelandese
- 5 novembre - Alexander Andergassen, ex hockeista su ghiaccio italiano
- 5 novembre - Thomas Bertels, allenatore di calcio e ex calciatore tedesco
- 5 novembre - BoA, cantante sudcoreana
- 5 novembre - Liliana Cá, discobola portoghese
- 5 novembre - Leandro Castán, ex calciatore brasiliano
- 5 novembre - Giulia Decordi, ex pallavolista italiana
- 5 novembre - Adam Dickinson, calciatore e allenatore di calcio inglese
- 5 novembre - Fisher, disc jockey australiano
- 5 novembre - Matthew Goss, ex ciclista su strada e pistard australiano
- 5 novembre - Ivan Janjušević, ex calciatore montenegrino
- 5 novembre - Mustafa Kučuković, ex calciatore tedesco
- 5 novembre - Ian Mahinmi, ex cestista francese
- 5 novembre - Edu Oriol, ex calciatore spagnolo
- 5 novembre - Joan Oriol, calciatore spagnolo
- 5 novembre - Paul Schellander, hockeista su ghiaccio austriaco
- 5 novembre - Kasper Schmeichel, calciatore danese
- 5 novembre - Nodiko Tatishvili, cantante georgiano
- 5 novembre - Alexander Wolfe, wrestler tedesco
- 5 novembre - Serkan İnan, cestista svedese
- 6 novembre - Nick Aldis, wrestler britannico
- 6 novembre - Alexsandro da Silva Batista, calciatore brasiliano
- 6 novembre - Konstadínos Baniótis, altista greco
- 6 novembre - Alain Brigion Tobe, ex nuotatore camerunese
- 6 novembre - Craig Bryson, ex calciatore scozzese
- 6 novembre - Federica Chinello, ex calciatrice e dirigente sportivo italiana
- 6 novembre - Alessandro Dallago, ex pallamanista italiano
- 6 novembre - Thomas De Gendt, ciclista su strada belga
- 6 novembre - Alexander Kofler, calciatore austriaco
- 6 novembre - Katie Leclerc, attrice statunitense
- 6 novembre - David McCray, ex cestista e allenatore di pallacanestro tedesco
- 6 novembre - Adrian Mierzejewski, ex calciatore polacco
- 6 novembre - Fabian Müller, ex calciatore tedesco
- 6 novembre - Armen Petrosyan, artista marziale armeno
- 6 novembre - Thomas Pichler, ex hockeista su ghiaccio italiano
- 6 novembre - Gerhard Progni, calciatore albanese
- 6 novembre - Simone Rota, calciatore filippino
- 6 novembre - Antwan Russell, calciatore bermudiano
- 6 novembre - Conor Sammon, calciatore irlandese
- 6 novembre - Adam Saunders, attore australiano
- 6 novembre - Bruno Urribarri, ex calciatore argentino
- 6 novembre - Jason Vandelannoite, calciatore belga
- 6 novembre - Yang Zishan, attrice cinese
- 6 novembre - Bojan Đukić, calciatore sloveno
- 7 novembre - Arnaldo Abrantes, ex velocista portoghese
- 7 novembre - Jill Böttcher, doppiatrice e attrice tedesca
- 7 novembre - Jérémy Cadot, schermidore francese
- 7 novembre - Dmytro Čyhryns'kyj, ex calciatore ucraino
- 7 novembre - Dimas, giocatore di calcio a 5 brasiliano
- 7 novembre - James Ferraro, musicista statunitense
- 7 novembre - Elisabeth Högberg, biatleta svedese
- 7 novembre - Andy Hull, cantante, chitarrista e compositore statunitense
- 7 novembre - Adriana Martín, calciatrice spagnola
- 7 novembre - Joelle Murray, calciatrice scozzese
- 7 novembre - San Narith, calciatore cambogiano
- 7 novembre - Julija Paratova, ex sollevatrice ucraina
- 7 novembre - Jérôme Polenz, ex calciatore tedesco
- 7 novembre - Raphael, cantante, chitarrista e compositore italiano
- 7 novembre - Romero Regales, calciatore olandese
- 7 novembre - Andrea Rossi, ex calciatore italiano
- 7 novembre - Toro y Moi, musicista e produttore discografico statunitense
- 7 novembre - Luisa Wietzorek, attrice, doppiatrice e conduttrice radiofonica tedesca
- 8 novembre - Miguel Ángel Castillo, calciatore panamense
- 8 novembre - Pauline Clément, attrice francese
- 8 novembre - Ibrahim Gnanou, ex calciatore burkinabé
- 8 novembre - Kevin Haslam, giocatore di football americano statunitense
- 8 novembre - Kaniehtiio Horn, attrice canadese
- 8 novembre - Patricia Mayr-Achleitner, ex tennista austriaca
- 8 novembre - Bojan Pavlović, calciatore serbo
- 8 novembre - Jamie Roberts, rugbista a 15 e medico britannico
- 8 novembre - Aaron Swartz, programmatore, scrittore e attivista statunitense († 2013)
- 8 novembre - İlkin Şahbazov, taekwondoka azero
- 9 novembre - Paul Bebey Kingué, ex calciatore camerunese
- 9 novembre - Mamadi Diané, ex cestista statunitense
- 9 novembre - Rudolf Dombi, canoista ungherese
- 9 novembre - Julian Eberhard, ex biatleta austriaco
- 9 novembre - Fred Fakari, calciatore salomonese
- 9 novembre - Ma'ayan Furman-Shahaf, altista israeliana
- 9 novembre - David Gonzalez, ex calciatore svizzero
- 9 novembre - Carl Gunnarsson, ex hockeista su ghiaccio svedese
- 9 novembre - Linnea Henriksson, cantante svedese
- 9 novembre - Paula Kalenberg, attrice tedesca
- 9 novembre - Davit Modzmanashvili, lottatore georgiano
- 9 novembre - Vohid Shodiyev, ex calciatore uzbeko
- 9 novembre - Prince Tagoe, ex calciatore ghanese
- 9 novembre - Won Ok-im, ex judoka nordcoreana
- 9 novembre - Guilherme de Paula Lucrécio, ex calciatore brasiliano
- 10 novembre - Britney Amber, attrice pornografica statunitense
- 10 novembre - Camora, calciatore portoghese
- 10 novembre - Dexter Davis, giocatore di football americano statunitense
- 10 novembre - Aïda Fall, ex cestista senegalese
- 10 novembre - Beg Ferati, ex calciatore svizzero
- 10 novembre - Leroy Houston, rugbista a 15 neozelandese
- 10 novembre - Īlias Īliadīs, judoka georgiano
- 10 novembre - John Kariuki, ex mezzofondista keniota
- 10 novembre - Pyry Kärkkäinen, calciatore finlandese
- 10 novembre - Noelia López, modella spagnola
- 10 novembre - Andy Mientus, attore e cantante statunitense
- 10 novembre - Stanislav Namașco, calciatore moldavo
- 10 novembre - Paulo Rodrigues, calciatore brasiliano († 2012)
- 10 novembre - Josh Peck, attore e comico statunitense
- 10 novembre - Ryan Craig Matthew Smith, ex calciatore inglese
- 10 novembre - Nguse Tesfaldet, mezzofondista eritreo
- 10 novembre - Samuel Wanjiru, maratoneta keniota († 2011)
- 11 novembre - Jon Batiste, cantautore e pianista statunitense
- 11 novembre - Eirik Brandsdal, fondista norvegese
- 11 novembre - Victor Cruz, ex giocatore di football americano statunitense
- 11 novembre - Lisa Karčić, ex cestista statunitense
- 11 novembre - Skrapz, rapper britannico
- 11 novembre - Gilbert Meriel, calciatore francese
- 11 novembre - Ben Youssef Meïté, velocista ivoriano
- 11 novembre - Nada Ina Pauer, mezzofondista austriaca
- 11 novembre - Roberto Paura, giornalista, scrittore e divulgatore scientifico italiano
- 11 novembre - Giulia Rambaldi, pallanuotista italiana
- 11 novembre - Zakir Safiullin, pugile kazako
- 11 novembre - Greta Salóme, cantautrice e violinista islandese
- 11 novembre - Mark Sanchez, ex giocatore di football americano statunitense
- 11 novembre - François Trinh-Duc, rugbista a 15 francese
- 11 novembre - Vítor Vinha, ex calciatore portoghese
- 11 novembre - Rafael de la Fuente, attore e cantante venezuelano
- 11 novembre - Danilo Cirino de Oliveira, ex calciatore brasiliano
- 12 novembre - Ignazio Abate, allenatore di calcio e ex calciatore italiano
- 12 novembre - Sheyla Fariña, attrice, doppiatrice e modella spagnola
- 12 novembre - Vasco Fernandes, calciatore portoghese
- 12 novembre - Gong Jinjie, ex pistard cinese
- 12 novembre - Yoann Offredo, ex ciclista su strada francese
- 12 novembre - Nedum Onuoha, ex calciatore inglese
- 12 novembre - Antonín Rosa, calciatore ceco
- 12 novembre - Rob Ruijgh, ex ciclista su strada olandese
- 12 novembre - Thomas Stewart, calciatore nordirlandese
- 12 novembre - Vania Valbusa, politica italiana
- 12 novembre - Evan Yo, cantante, compositore e musicista taiwanese
- 12 novembre - Elizeu Zaleski dos Santos, artista marziale misto brasiliano
- 12 novembre - Amândio Felipe da Costa, calciatore angolano
- 13 novembre - Sergej Bakulin, marciatore russo
- 13 novembre - Aurore Bergé, politica francese
- 13 novembre - Francesca Devetag, pallavolista italiana
- 13 novembre - Csanád Gémesi, schermidore ungherese
- 13 novembre - Liu Ou, sincronetta cinese
- 13 novembre - Moon Chae-won, attrice sudcoreana
- 13 novembre - Jordan Pérez, calciatore gibilterriano
- 13 novembre - Federico Raimo, ex snowboarder italiano
- 13 novembre - Yuka Saitō, doppiatrice giapponese
- 13 novembre - Willie Smith, giocatore di football americano statunitense
- 13 novembre - Benoît Strulus, attore, comico e sceneggiatore belga
- 13 novembre - Kwame Watson-Siriboe, ex calciatore statunitense
- 13 novembre - Artëm Zanin, schermidore russo
- 14 novembre - Josip Barišić, ex calciatore croato
- 14 novembre - Richard Buck, velocista britannico
- 14 novembre - Jeanine Cicognini, giocatrice di badminton svizzera
- 14 novembre - Sara De Lellis, pallavolista italiana
- 14 novembre - Timothy Duggan, ex ciclista su strada statunitense
- 14 novembre - Olena Fedorova, tuffatrice ucraina
- 14 novembre - Leford Green, ostacolista e velocista giamaicano
- 14 novembre - Ivo Iličević, ex calciatore croato
- 14 novembre - Alo Jakin, ciclista su strada estone
- 14 novembre - Kalisto, wrestler statunitense
- 14 novembre - Nate Linhart, ex cestista statunitense
- 14 novembre - Danielle Page, ex cestista e allenatrice di pallacanestro statunitense
- 14 novembre - Fernando Pedreira, calciatore brasiliano
- 14 novembre - Yuragiin Sainkhüü, calciatore mongolo
- 14 novembre - Candela Serrat, attrice e modella spagnola
- 14 novembre - Cory Michael Smith, attore statunitense
- 14 novembre - Joe Webb, giocatore di football americano statunitense
- 14 novembre - Yuna, cantante malese
- 15 novembre - Webert da Silva Miguel, ex calciatore brasiliano
- 15 novembre - Nina Caprez, arrampicatrice svizzera
- 15 novembre - Mia Ceran, giornalista e conduttrice televisiva tedesca
- 15 novembre - Anouk Dekker, calciatrice olandese
- 15 novembre - Winston Duke, attore trinidadiano
- 15 novembre - Éder, ex calciatore brasiliano
- 15 novembre - Amr El Halwani, ex calciatore egiziano
- 15 novembre - Coye Francies, ex giocatore di football americano statunitense
- 15 novembre - Mokhtar Ghyaza, cestista tunisino
- 15 novembre - Gonçalo José Gonçalves dos Santos, allenatore di calcio e ex calciatore portoghese
- 15 novembre - Richard Hendrix, ex cestista statunitense
- 15 novembre - Jared Hodgkiss, ex calciatore inglese
- 15 novembre - Jessica Jones, pallavolista statunitense
- 15 novembre - Elisa Lasowski, attrice francese
- 15 novembre - Tony Mawejje, ex calciatore ugandese
- 15 novembre - Sania Mirza, ex tennista indiana
- 15 novembre - Peter Opiyo, calciatore keniota
- 15 novembre - Patrick Osiako, calciatore keniota
- 15 novembre - Silvia Sciorilli Borrelli, giornalista italiana
- 15 novembre - Gilson Varela, calciatore capoverdiano
- 15 novembre - Joshua Ábrego, ex calciatore messicano
- 16 novembre - Daniel Angulo, ex calciatore ecuadoriano
- 16 novembre - Anthony Crolla, pugile inglese
- 16 novembre - Takuma Edamura, ex calciatore giapponese
- 16 novembre - Omar Mateen, terrorista e criminale statunitense († 2016)
- 16 novembre - Maxime Médard, rugbista a 15 francese
- 16 novembre - Dušan Mlađan, cestista e allenatore di pallacanestro serbo
- 16 novembre - Wacey Rabbit, hockeista su ghiaccio canadese
- 16 novembre - Yoann Tiberio, ciclista e pilota motociclistico francese
- 17 novembre - Christina Birch, astronauta e ex pistard statunitense
- 17 novembre - Fabio Concas, calciatore italiano
- 17 novembre - Milan Gajić, calciatore serbo
- 17 novembre - Nadege Herrera, modella panamense
- 17 novembre - Florian Klein, ex calciatore austriaco
- 17 novembre - Peter Kozár, allenatore di calcio a 5 e ex giocatore di calcio a 5 slovacco
- 17 novembre - Erik Lorig, giocatore di football americano statunitense
- 17 novembre - Manuchar Mark'oishvili, ex cestista e allenatore di pallacanestro georgiano
- 17 novembre - Matteo Marrai, ex tennista italiano
- 17 novembre - Rashanda McCants, ex cestista statunitense
- 17 novembre - Nani, ex calciatore portoghese
- 17 novembre - Aleksander Rajčevič, calciatore sloveno
- 17 novembre - Greg Rutherford, ex lunghista britannico
- 17 novembre - Alexis Vastine, pugile francese († 2015)
- 18 novembre - Joseph Ashton, attore e doppiatore statunitense
- 18 novembre - Nick Bateman, modello, artista marziale e attore canadese
- 18 novembre - Erik Bukowski, pallanuotista tedesco
- 18 novembre - Kateřina Böhmová, ex tennista ceca
- 18 novembre - Elim Chan, direttrice d'orchestra hongkonghese
- 18 novembre - Andrei Chivulete, arbitro di calcio rumeno
- 18 novembre - Dinarə Gimatova, ex ginnasta azera
- 18 novembre - Philip Ifil, ex calciatore inglese
- 18 novembre - Georgia King, attrice scozzese
- 18 novembre - Separ, rapper slovacco
- 18 novembre - Kyle Love, ex giocatore di football americano statunitense
- 18 novembre - Sosha Makani, ex calciatore iraniano
- 18 novembre - Martin Obst, lottatore tedesco
- 18 novembre - Marie Růžičková, cestista slovacca
- 18 novembre - Nicolette Shea, attrice pornografica statunitense
- 18 novembre - James Thompson, canottiere sudafricano
- 18 novembre - Marcus Williams, ex cestista statunitense
- 18 novembre - Jahmar Young, cestista statunitense
- 19 novembre - Jared Abrahamson, attore canadese
- 19 novembre - Ricardo Batista, calciatore portoghese
- 19 novembre - Zane Beadles, ex giocatore di football americano statunitense
- 19 novembre - Renae Camino, ex cestista australiana
- 19 novembre - Uroš Duvnjak, cestista serbo
- 19 novembre - Pablo González, ex calciatore cileno
- 19 novembre - Fábio Gonçalves, calciatore brasiliano
- 19 novembre - Erin Hamlin, ex slittinista statunitense
- 19 novembre - Ezequiel Luna, calciatore argentino
- 19 novembre - Davide Mucelli, ex ciclista su strada italiano
- 19 novembre - Moritz Müller, hockeista su ghiaccio tedesco
- 19 novembre - Giōrgos Petreas, pallavolista greco
- 19 novembre - Dmitrij Poljanskij, triatleta russo
- 19 novembre - Dayron Robles, ostacolista cubano
- 19 novembre - Jessicah Schipper, ex nuotatrice australiana
- 19 novembre - Milan Smiljanić, ex calciatore serbo
- 19 novembre - Hovi Star, cantante israeliano
- 19 novembre - Açelya Topaloğlu, attrice turca
- 19 novembre - Willian Gomes de Siqueira, calciatore brasiliano
- 19 novembre - Amro el-Geziry, pentatleta egiziano
- 20 novembre - Cristina Barcellini, pallavolista italiana
- 20 novembre - Kingsley Ben-Adir, attore britannico
- 20 novembre - Josh Carter, ex cestista statunitense
- 20 novembre - Edder Delgado, calciatore honduregno
- 20 novembre - Fernando Ferreira, ex calciatore portoghese
- 20 novembre - Ashley Fink, attrice statunitense
- 20 novembre - Kōhei Horikoshi, fumettista giapponese
- 20 novembre - Özer Hurmacı, ex calciatore tedesco
- 20 novembre - Jaina Lee Ortiz, attrice statunitense
- 20 novembre - Carlos Eduardo Santos Oliveira, calciatore brasiliano
- 20 novembre - William Fernando da Silva, ex calciatore brasiliano
- 21 novembre - Colleen Ballinger, comica, attrice e cantante statunitense
- 21 novembre - Johannes van den Bergh, ex calciatore tedesco
- 21 novembre - Ben Bishop, ex hockeista su ghiaccio statunitense
- 21 novembre - Kristof Goddaert, ciclista su strada belga († 2014)
- 21 novembre - Michael Haukås, ex calciatore norvegese
- 21 novembre - Kim Han-byeol, cestista statunitense
- 21 novembre - Evgenij Konjuchov, ex calciatore russo
- 21 novembre - Ksenija Kovalenko, pallavolista azera
- 21 novembre - Gastón Lezcano, calciatore argentino
- 21 novembre - Raffaella Manieri, ex calciatrice italiana
- 21 novembre - Tomohiko Miyazaki, calciatore giapponese
- 21 novembre - Sam Palladio, attore e musicista britannico
- 21 novembre - Tommy Tobar, calciatore colombiano
- 21 novembre - Xavier Torres Buigues, ex calciatore spagnolo
- 22 novembre - Zorana Arunović, tiratrice a segno serba
- 22 novembre - Aram Hayrapetyan, calciatore russo
- 22 novembre - Anna Balakšina, mezzofondista russa
- 22 novembre - Brian Hartline, ex giocatore di football americano e allenatore di football americano statunitense
- 22 novembre - Saskia de Jonge, nuotatrice olandese
- 22 novembre - Tobias Levels, ex calciatore tedesco
- 22 novembre - Oscar Pistorius, ex velocista sudafricano
- 22 novembre - Daniel Tejada, giocatore di calcio a 5 guatemalteco
- 23 novembre - Alejandro Alfaro, ex calciatore spagnolo
- 23 novembre - Ivan Bandalovski, ex calciatore bulgaro
- 23 novembre - José María Cases, ex calciatore spagnolo
- 23 novembre - Sameh Derbali, ex calciatore tunisino
- 23 novembre - Maria Teresa Gargano, ex ginnasta italiana
- 23 novembre - Courtney Greene, ex giocatore di football americano statunitense
- 23 novembre - Ricky Jean-Francois, giocatore di football americano statunitense
- 23 novembre - Ioanna Koutsou, taekwondoka greca
- 23 novembre - Vladyslav Kryklij, politico ucraino
- 23 novembre - Toño Ramírez, calciatore spagnolo
- 23 novembre - Marcos Ovejero, calciatore argentino
- 23 novembre - Andrea Paolucci, ex calciatore italiano
- 23 novembre - Alexandra Rosenfeld, modella francese
- 23 novembre - Cristian Sârghi, ex calciatore rumeno
- 23 novembre - Luigi Scaglia, calciatore italiano
- 24 novembre - Claudio Ammendola, attore italiano
- 24 novembre - Sebastian Bachmann, schermidore tedesco
- 24 novembre - Arsen Balabekyan, ex calciatore armeno
- 24 novembre - Bernd Besenlehner, calciatore austriaco
- 24 novembre - Asim Chaudhry, attore e sceneggiatore britannico
- 24 novembre - Danilo Silva, ex calciatore brasiliano
- 24 novembre - Aida Folch, attrice spagnola
- 24 novembre - Jimmy Graham, giocatore di football americano statunitense
- 24 novembre - Willi Heinz, rugbista a 15 neozelandese
- 24 novembre - Jung Eun-chae, attrice sudcoreana
- 24 novembre - Maya Kazan, attrice statunitense
- 24 novembre - Souleymane Keïta, ex calciatore maliano
- 24 novembre - Alexander Mathisen, ex calciatore norvegese
- 24 novembre - André Luís Neitzke, calciatore brasiliano
- 24 novembre - Subrata Pal, ex calciatore indiano
- 24 novembre - Kenny Phillips, giocatore di football americano statunitense
- 24 novembre - Jacek Ratajczak, ex pallavolista e allenatore di pallavolo statunitense
- 24 novembre - Ali Sarı, taekwondoka turco
- 24 novembre - Alex Smith, ex cestista statunitense
- 24 novembre - Micaela Vázquez, attrice e conduttrice televisiva argentina
- 24 novembre - Ryan Whiting, pesista statunitense
- 24 novembre - Petar Šimić, ex calciatore croato
- 25 novembre - Richie Campbell, cantante portoghese
- 25 novembre - Katie Cassidy, attrice, cantante e ex modella statunitense
- 25 novembre - Alexis Enam, ex calciatore camerunese
- 25 novembre - Cole Escola, comico, attore e cantante statunitense
- 25 novembre - Cecilia Fernández, ex cestista argentina
- 25 novembre - Craig Gardner, dirigente sportivo, allenatore di calcio e ex calciatore inglese
- 25 novembre - Kristijan Koren, ex ciclista su strada sloveno
- 25 novembre - Marko Ranilović, ex calciatore sloveno
- 25 novembre - Kamil Švrdlík, cestista ceco
- 26 novembre - Arsène Do Marcolino, calciatore gabonese
- 26 novembre - Pavel Eliáš, ex calciatore ceco
- 26 novembre - Konstadínos Filippídis, astista greco
- 26 novembre - Chris Gronkowski, ex giocatore di football americano statunitense
- 26 novembre - Carly Gullickson, ex tennista statunitense
- 26 novembre - Lazar Hayward, ex cestista statunitense
- 26 novembre - Borislav Stojčev, allenatore di calcio e ex calciatore bulgaro
- 26 novembre - Kanae Itō, doppiatrice e cantante giapponese
- 26 novembre - Andrea Lanfri, atleta paralimpico e alpinista italiano
- 26 novembre - Aneta Langerová, cantante ceca
- 26 novembre - Lene Løseth, ex sciatrice alpina norvegese
- 26 novembre - Bauke Mollema, ciclista su strada olandese
- 26 novembre - Trevor Morgan, attore statunitense
- 26 novembre - Lauren Nelson, modella statunitense
- 26 novembre - Robert Olejnik, ex calciatore austriaco
- 26 novembre - Alberto Sgarbi, rugbista a 15 italiano
- 26 novembre - Edwin Ubiles, ex cestista statunitense
- 26 novembre - Dwayne Whylly, calciatore bahamense
- 26 novembre - Ivan Čeparinov, scacchista bulgaro
- 26 novembre - Yukina Ōta, ex pattinatrice artistica su ghiaccio giapponese
- 27 novembre - Laura Brown, ex pistard e ciclista su strada canadese
- 27 novembre - Enrique Carreño, ex calciatore spagnolo
- 27 novembre - Ferdinando Cito Filomarino, regista e sceneggiatore italiano
- 27 novembre - Mik Cosentino, ex nuotatore italiano
- 27 novembre - Dmitrij Gavrilov, cestista kazako
- 27 novembre - Gabriel Hauche, calciatore argentino
- 27 novembre - Martin Jirouš, calciatore ceco
- 27 novembre - Pedro León, calciatore spagnolo
- 27 novembre - James Parsons, rugbista a 15 neozelandese
- 27 novembre - David Poljanec, calciatore sloveno
- 27 novembre - Rianne ten Haken, supermodella olandese
- 28 novembre - Benjamin Angoua, calciatore ivoriano
- 28 novembre - Prateik Babbar, attore indiano
- 28 novembre - Benga, disc jockey britannico
- 28 novembre - Alberto Cola, pilota automobilistico italiano
- 28 novembre - Tural Cəlilov, ex calciatore azero
- 28 novembre - Mouhamadou Dabo, ex calciatore senegalese
- 28 novembre - Jason Dunford, ex nuotatore keniota
- 28 novembre - Getu Feleke, maratoneta etiope
- 28 novembre - Taurean Green, ex cestista statunitense
- 28 novembre - Alfred Kirwa Yego, mezzofondista keniota
- 28 novembre - Adam Legzdins, calciatore inglese
- 28 novembre - Magdalena Piekarska, schermitrice polacca
- 28 novembre - Nick Proschwitz, ex calciatore tedesco
- 28 novembre - Max Rose, politico statunitense
- 28 novembre - Johnny Simmons, attore statunitense
- 28 novembre - Esther Smith, attrice britannica
- 29 novembre - Andrij Chrypta, ex ciclista su strada e mountain biker ucraino
- 29 novembre - Barbara Hetmańska, cantante polacca
- 29 novembre - Robert Icke, regista teatrale e drammaturgo britannico
- 29 novembre - Lukas Kampa, pallavolista tedesco
- 29 novembre - Alikiba, cantante tanzaniano
- 29 novembre - Diego Alberto Morales, calciatore argentino
- 29 novembre - Carlos Emiliano Pereira, ex calciatore brasiliano
- 29 novembre - Yoann Touzghar, ex calciatore tunisino
- 30 novembre - Abdoulaye Baldé, calciatore francese
- 30 novembre - Silvia Bertagna, ex sciatrice freestyle italiana
- 30 novembre - Salvatore Bocchetti, allenatore di calcio e ex calciatore italiano
- 30 novembre - Boggie, cantautrice ungherese
- 30 novembre - Jordan Farmar, ex cestista statunitense
- 30 novembre - Evgenija Lineckaja, tennista russa
- 30 novembre - Nadir Manuel, cestista angolana
- 30 novembre - Yumi Mizuta, pallavolista giapponese
- 30 novembre - Tim Myers, cantautore, musicista e produttore discografico statunitense
- 30 novembre - Felix Reda, politico tedesco